# Prisma Luminoso
Prisma Luminoso é um álbum de estúdio do cantor e compositor brasileiro Paulinho da Viola, lançado em 1983.

## Álbum
Prisma Luminoso é tido pelo próprio compositor como um dos seus trabalhos preferidos. Na época do lançamento, o sambista carioca se queixava da falta de difusão do seu trabalho nas rádios brasileiras.
A faixa de abertura, "O tempo não apagou", começa com uma batucada que relembra uma escola de samba. Letras mais intimistas, que marcariam os discos do autor na década de 1980, aparecem em temas como "Retiro". Paulinho gravou composições de outros compositores, como Capinam, na faixa-título "Prisma Luminoso" e "Mais que a lei da gravidade", e Hermínio Bello de Carvalho na canção "Mas quem disse que eu te esqueço" (em parceira como Dona Ivone Lara).

## Faixas
Lado A
| N.º            | Título                             | Compositor(es)                              | Duração |  |
| 1.             | "O tempo não apagou"               | Paulinho da Viola                           | 3:18    |  |
| 2.             | "Retiro"                           | Paulinho da Viola                           | 2:50    |  |
| 3.             | "Cadê a razão"                     | Paulinho da Viola                           | 3:06    |  |
| 4.             | "Mas quem disse que eu te esqueço" | Dona Ivone Lara, Hermínio Bello de Carvalho | 3:20    |  |
| 5.             | "Mais que a lei da gravidade"      | Paulinho da Viola, José Carlos Capinam      | 3:25    |  |
| 6.             | "Prisma luminoso"                  | Paulinho da Viola, José Carlos Capinam      | 3:09    |  |
| Duração total: | Duração total:                     | Duração total:                              | 19:08   |  |

Lado B
| N.º            | Título                    | Compositor(es)                      | Duração |  |
| 1.             | "Documento"               | Eduardo Gudin, Paulo César Pinheiro | 3:05    |  |
| 2.             | "Quem sabe"               | Elton Medeiros, Paulinho da Viola   | 3:05    |  |
| 3.             | "Cisma"                   | Paulinho da Viola                   | 3:05    |  |
| 4.             | "Não posso viver sem ela" | Cartola, Alcebíades Barcelos        | 2:48    |  |
| 5.             | "Só ilusão"               | Paulinho da Viola                   | 4:15    |  |
| 6.             | "Toada"                   | Paulinho da Viola                   | 1:50    |  |
| Duração total: | Duração total:            | Duração total:                      | 18:08   |  |

## Ficha técnica
- Produção: Guti
- Capa: Elifas Andreato
- Foto: Walter Firmo
- Arte final: Alexandre Huzak